# Педроса-де-Ріо-Урбель
Педроса-де-Ріо-Урбель (ісп. Pedrosa de Río Úrbel) — муніципалітет в Іспанії, у складі автономної спільноти Кастилія-і-Леон, у провінції Бургос. Населення — 253 особи (2010).
Муніципалітет розташований на відстані близько 220 км на північ від Мадрида, 13 км на північний захід від Бургоса.
На території муніципалітету розташовані такі населені пункти: (дані про населення за 2010 рік)
- Лодосо: 78 осіб
- Мармельяр-де-Абахо: 33 особи
- Педроса-де-Ріо-Урбель: 102 особи
- Сан-Педро-Самуель: 40 осіб

## Демографія
Динаміка населення (INE ):

## Галерея зображень

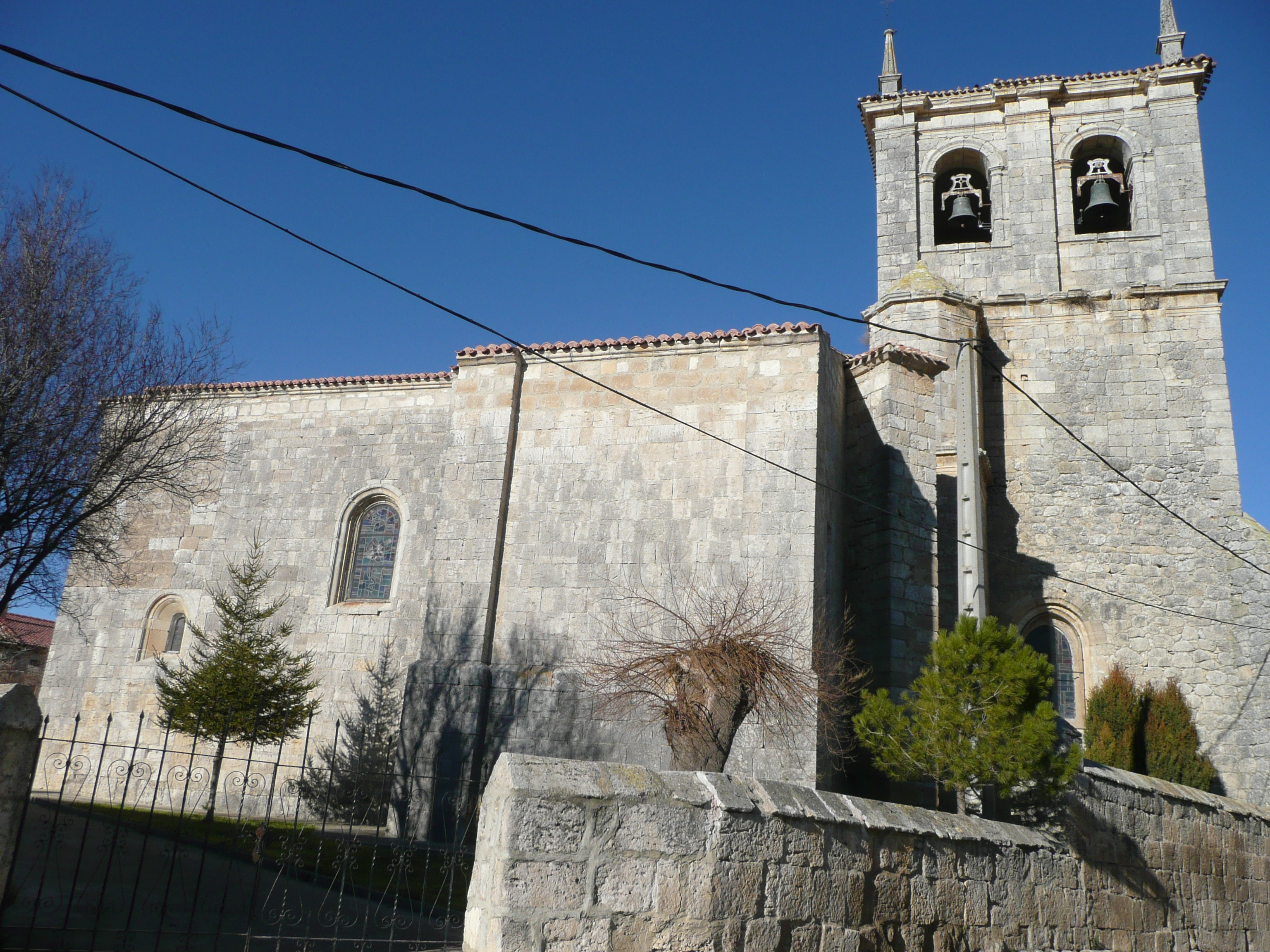
Парафіяльна церква Педроса-де-Ріо-Урбель